# Rue de l'Étuve (Luik)

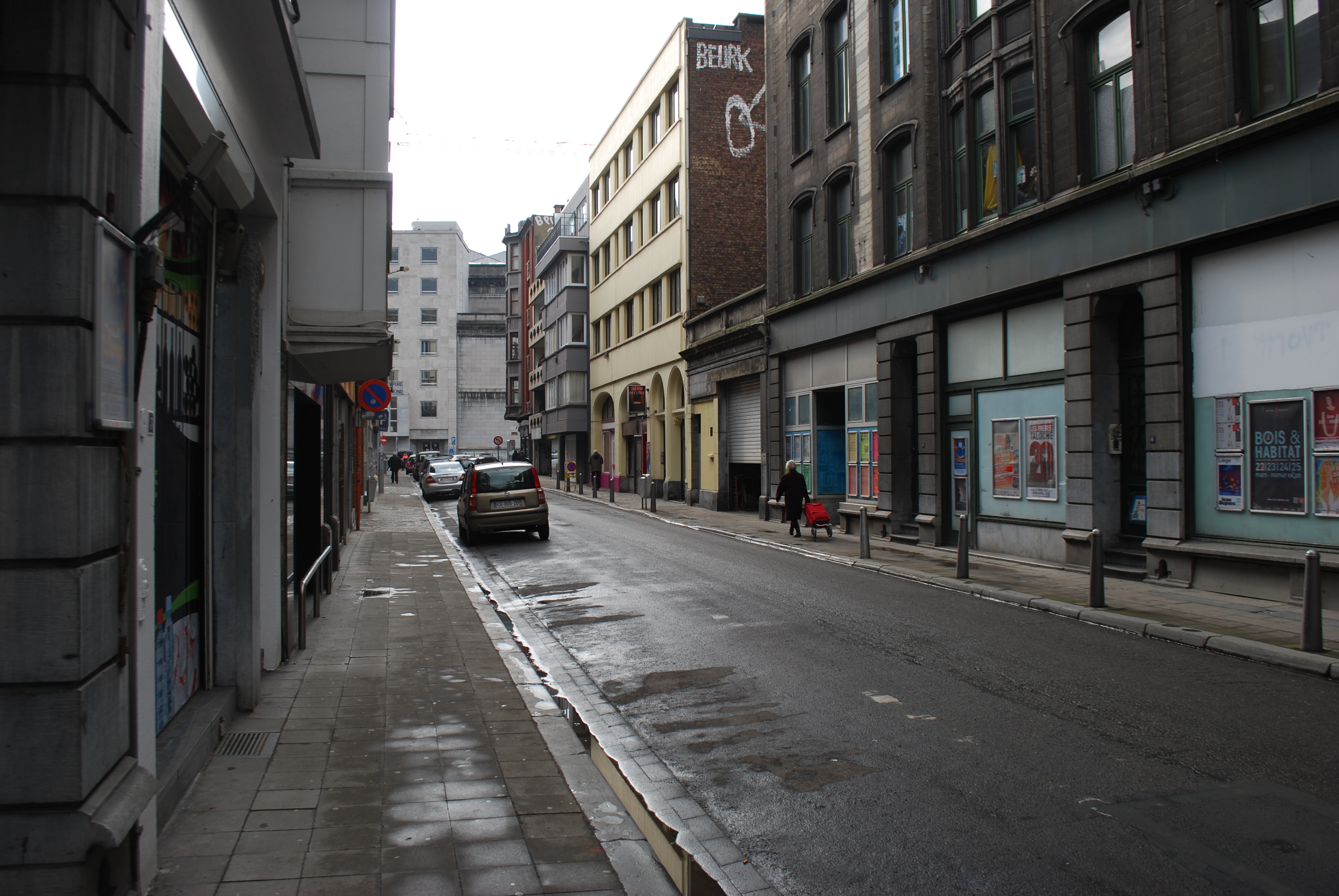
Rue de l'Étuve richting Place Cockerill

De Rue de l'Étuve is een oude straat in de Belgische stad Luik. Ze loopt van de Rue de la Cathédrale tot aan de Place Cockerill.
In het Nederlands betekent de straatnaam "Stoofstraat", wat verwijst naar een (bad)stoof, een openbaar badhuis. In 1861 was er minstens één badstoof te vinden in de straat. De straat dateert uit de 14e eeuw en lag oorspronkelijk op een eilandje tussen de Biez du Moulin Saint-Jean (sinds 1815 de Rue de l'Université), de Biez Saint-Denis (sinds 1823 de Rue de la Régence) en de Place des Jésuites, nu Place Cockerill. Deze 'biez' zijn intussen drooggelegde bijrivieren van de Sauvenière. Oorspronkelijk heette de straat Rue des Jésuites.
Het is een vlakke, rechte winkelstraat van circa 100 meter lang met eenrichtingsverkeer. Ook het Théâtre royal de l'Étuve bevindt zich er.